# Jean (labdarúgó)
Jean Raphael Vanderlei Moreira (Campo Grande, 1986. június 24. –) brazil válogatott labdarúgó, aki jelenleg a SE Palmeiras játékosa.

## Sikerei, díjai

### Klub
- São Paulo
  - Brazil bajnok: 2008
- Fluminense
  - Campeonato Carioca: 2012
  - Taça Guanabara: 2012
  - Brazil bajnok: 2012

#### A válogatottban
- Brazília
  - Superclásico de las Américas: 2012
  - Konföderációs kupa: 2013

## Külső hivatkozások
- Ogol profil
- Transfermarkt profil